# Copa SKY del Caribe
La Copa Sky fue un torneo cuadrangular de fútbol disputado en la ciudad de Cartagena en el año 2001 en este torneo participaron los mejores tres equipos de la Primera A del fútbol profesional colombiano en el año 2000 y también el equipo local Real Cartagena se desarrolló en dos fechas en el estadio Olímpico Pedro de Heredia la copa se llamó Sky debido a que la firma de Televisión Satelital se encargó de transmitirla solo se jugó la edición 2001.
La idea del torneo era disputar de alguna forma un campeonato de fútbol similar al de las copas europeas que enfrentan campeones de temporada aunque en este asistieron sólo los tres mejores ubicados del torneo profesional de fútbol y el campeón del ascenso del año anterior.

## Equipos participantes
- América de Cali - Campeón de la Temporada 2000
- Junior - Subcampeón de la Temporada 2000
- Santa Fe - Tercer lugar de la Temporada 2000
- Real Cartagena - Campeón de la Primera B 1999

## Resultados

### Semifinales
| 27 de enero de 2001 | Santa Fe    | 1:1 (4-5)p | América de Cali | Estadio Olímpico Pedro de Heredia, Cartagena |                        |
|                     | Jefrey Díaz |            | José Herrera    | Árbitro(s): Óscar Ruiz                       | Árbitro(s): Óscar Ruiz |

| 27 de enero de 2001 | Real Cartagena | 1:0' | Junior | Estadio Olímpico Pedro de Heredia, Cartagena |                         |
|                     | Hugo Arias     |      |        | Árbitro(s): Mario Hoyos                      | Árbitro(s): Mario Hoyos |

### Tercer lugar
| 28 de enero de 2001 | Junior              | 1:0' | Santa Fe | Estadio Olímpico Pedro de Heredia, Cartagena |                         |
|                     | Juan Carlos Ramírez |      |          | Árbitro(s): Mario Hoyos                      | Árbitro(s): Mario Hoyos |

### Final
| 28 de enero de 2001 | Real Cartagena  | 1:2' | América de Cali                              | Estadio Olímpico Pedro de Heredia, Cartagena |                        |
|                     | Nilson Pérez 5' |      | Mauricio Romero 7' · John Jairo Castillo 28' | Árbitro(s): Óscar Ruiz                       | Árbitro(s): Óscar Ruiz |

| Colombia                |
| Campeón América de Cali |